# Leurus fascialis
Leurus fascialis là một loài tò vò trong họ Ichneumonidae.